# 约翰·施特劳斯号列车
约翰·施特劳斯号（德語：Johann Strauss 或 Johann Strauß）曾是欧洲一班欧城列车所使用的名称，最初由奥地利联邦铁路自1987年起在奥地利首都维也纳至德国西部城市科隆间开行。在该线路于2003年撤销命名后，另一班奥铁欧城列车又以相同的名称在奥地利维也纳至意大利威尼斯间开行直至2009年。列车的命名是为纪念浪漫主义时期的两位奥地利音乐家，老约翰·施特劳斯及其子小约翰·施特劳斯。

## 历史
作为欧城列车类别面世后首批推出的班次，约翰·施特劳斯号最初是由奥地利联邦铁路自1987年5月31日起开行，经由帕绍口过境，成为连接维也纳－科隆间的首对欧城列车服务。列车西行使用的车次为EC28次，东行为EC29次，其中EC28次在法兰克福还会加挂2节邮政车厢分别前往哈姆（周一至周五）及明斯特（周一至周五、周日）。
在1991年6月2日的运行图调整中，随着城际快车（ICE）投入运营，德国的城际列车网络，以及通往邻国的欧城列车班次都进行了重组开始进行重组。其中约翰·施特劳斯号在科隆－帕绍区间被纳入城际列车1号线（基尔/韦斯特兰－汉堡－多特蒙德－科隆－法兰克福－纽伦堡－慕尼黑/帕绍），组成发车间隔为两小时一班的运行网络，但车次变更为EC22/23次络。而此时在帕绍至维也纳的线路上共有4班欧城列车提供运营，它们分别为：维也纳－科隆的约翰·施特劳斯号、多特蒙德－维也纳－布达佩斯的弗朗茨·李斯特号（EC24/25次）、汉堡－维也纳的约瑟夫·海顿号（EC26/27次）以及基尔－维也纳的欧根亲王号（EC28/29次）。
至2003年的冬季运行图调整后，随着欧城列车逐步撤销命名，EC22/23次从而失去约翰·施特劳斯的名称，并将北端的终点站（EC22次）和起点站（EC23次）分别延长至汉堡-阿尔托纳和多特蒙德，改由德国铁路担当营运。而原EC28/29次约瑟夫·海顿号则升级为城际快车，使用ICE车组继续维持在汉堡－科隆－维也纳中提供服务。随后，约翰·施特劳斯的名称被转移至奥地利－意大利间一班奥铁欧城列车，这是由于两国之间的铁路运输受到了来自廉价航空的冲击，奥地利联邦铁路试图夺回列车的客运份额而开行的班次。
与齐萨尔皮诺所营运的欧城列车类似，奥、意之间的欧城列车及欧洲夜车也会使用“快板（Allegro）”作为名称后缀，以突显奥地利与音乐之间的联系。自2013年12月14日起，约翰·施特劳斯快板号（Allegro Johann Strauss）开始被应用于经由塞默林铁路往来于维也纳至威尼斯的奥铁欧城列车（ÖBB-EC30/31次）上，直至2009年12月12日正式停运。

## 时刻表
1987年夏季运行图：
| 28次 | 28次  | 停靠站       | 29次  | 29次 |
| 里程 | 时刻  | 停靠站       | 时刻  | 里程 |
| ---- | ----- | ------------ | ----- | ---- |
| 0    | 14:05 | 维也纳       | 15:55 | 963  |
| 190  | 15:59 | 林茨         | 13:59 | 773  |
| 215  | 16:16 | 韦尔斯       | 13:41 | 748  |
| 298  | 17:17 | 帕绍         | 12:47 | 665  |
| 350  | 17:48 | 普拉特灵     | 12:14 | 613  |
| 416  | 18:21 | 雷根斯堡     | 11:41 | 547  |
| 516  | 19:23 | 纽伦堡       | 10:40 | 447  |
| 618  | 20:21 | 维尔茨堡     | 09:43 | 345  |
| 742  | 21:49 | 法兰克福     | 08:20 | 221  |
| 753  | 22:02 | 法兰克福机场 | 07:59 | 210  |
| 780  | 22:24 | 美因茨       | 07:41 | 183  |
| 811  | 22:41 | 宾格布吕肯   | 07:23 | 152  |
| 870  | 23:19 | 科布伦茨     | 06:48 | 93   |
| 930  | 23:53 | 波恩         | 06:15 | 33   |
| 963  | 00:14 | 科隆         | 05:55 | 0    |